# Peresós didàctil de Hoffmann
El peresós didàctil de Hoffmann (Choloepus hoffmanni) és una espècie de peresós de Mesoamèrica i Sud-amèrica, amb la població més gran a Panamà. És un animal solitari, nocturn i arborícola, que viu en jungles madures i secundàries i en boscos caducifolis. Amb el seu pelatge grenyut, enormes urpes i moviments lents, és inversemblant que els peresosos didàctils es puguin confondre amb un altre animal. Amb un pes entre 5,5 i 7,5 kilos i una llargària d'uns 60 cm, aquests animals nocturns tenen la mida perfecta per moure's a les copes dels arbres del seu hàbitat a la jungla.